# Диджамарино, Джои
Джо́и Диджамари́но (англ. Joey DiGiamarino; родился 6 апреля 1977 года в Пасадине, Калифорния) — американский футболист, защитник. Известен по выступлениям за «Колорадо Рэпидз» и сборную США. Участник Олимпийских игр 2000 в Сиднее.

## Клубная карьера
Диджамарино начал свою карьеру, выступая за футбольную команду Университета Калифорнии на протяжении трех лет. В 1997 году Джои был выбран на драфте клубом «Колорадо Рэпидз». В 1999 году он помог команде выйти в финал Кубка Ламара Ханта. В 2001 году Диджамарино перешёл в немецкий «Байер 04», но, получив травму, так и не дебютировал за команду. В 2002 году Джои вернулся в США, где присоединился к клубу «МетроСтарз». Отыграв сезон, Диджамарино вернулся в «Колорадо Рэпидз», где в 2004 году завершил карьеру.

## Международная карьера
В 1997 году Диджамарино в составе молодёжной сборной США принял участие в молодёжном чемпионате мира в Малайзии. В 2000 году Джои в составе олимпийской сборной США принял участие в Олимпийских играх в Сиднее. На турнире он сыграл в матчах против команды Кувейта.